# Cephalopentandra
Cephalopentandra é um género botânico pertencente à família Cucurbitaceae.

## Espécies
- Cephalopentandra ecirrhosa
- Cephalopentandra obbiadensis

1. ↑  «Cephalopentandra — World Flora Online». www.worldfloraonline.org. Consultado em 19 de agosto de 2020